# 林欲廈
林欲廈（1546年—1624年），字從奐，號隆南，福建泉州府晉江縣人，軍籍，明朝政治人物。林云程從侄。

## 生平
隆慶四年（1570年）庚午鄉試八十四名，曾任河南睢州學正，萬曆十四年（1586年）丙戌科會試一百四十三名，登二甲第六十名進士。工部观政，十六年十二月初任户部主事，二十一年升员外郎，升雲南司郎中，本年出任饒州府知府，二十六年升江西按察使司副使，二十九年四月加升江西布政使司右參政，分守九江，三十一年丁父忧。三十五年闰六月起补河南右参政，三十六年六月升河南按察使，三十八年二月升廣西右布政使，四十年三月升左布政。因吏部尚书郑继之舉薦，四十二年八月升任广西巡撫、右副都御史。四十七年五月以老病乞休，加工部左侍郎致仕離職。卒年七十九。

## 家族
曾祖林昭儀，曾任榮壽；祖父林山，曾任邑庠生；父林益萌（1524年－1603年），字中茂，别号前淮，曾任邑庠生。母陳氏。严侍下。兄清源、有柱、有樾、清流、林懋，俱庠生。弟有椒（生员）、欲基、有桢（生员）、欲樹、欲甲、欲桂、欲檜、肇符（生员）、欲橙。
子林華國、林華圖、林華圃、林經國。